# Saint-Sulpice-de-Ruffec
Saint-Sulpice-de-Ruffec är en kommun i departementet Charente i regionen Nouvelle-Aquitaine i västra Frankrike. Kommunen ligger  i kantonen Ruffec som ligger i arrondissementet Confolens. År 2022 hade Saint-Sulpice-de-Ruffec 41 invånare.

## Befolkningsutveckling
Antalet invånare i kommunen Saint-Sulpice-de-Ruffec
Referens:INSEE